# Aleksandr Nikanorow
Aleksandr Filippowicz Nikanorow (ros. Алекса́ндр Фили́ппович Никано́ров, ur. 1894 w Moskwie, zm. 27 stycznia 1940) – radziecki działacz partyjny.
Miał wykształcenie wyższe, członek RKP(b), od 5 listopada 1937 p.o. I sekretarza, a od 20 lipca 1938 do 26 lutego 1939 I sekretarz Komitetu Obwodowego WKP(b) w Archangielsku. Deputowany do Rady Najwyższej ZSRR I kadencji.
26 kwietnia 1939 aresztowany. 26 stycznia 1940 skazany na śmierć przez Kolegium Wojskowe Sądu Najwyższego ZSRR pod zarzutem przynależności do kontrrewolucyjnej organizacji i następnego dnia rozstrzelany. 10 marca 1956 pośmiertnie zrehabilitowany.